# Françoise d’Orléans-Longueville

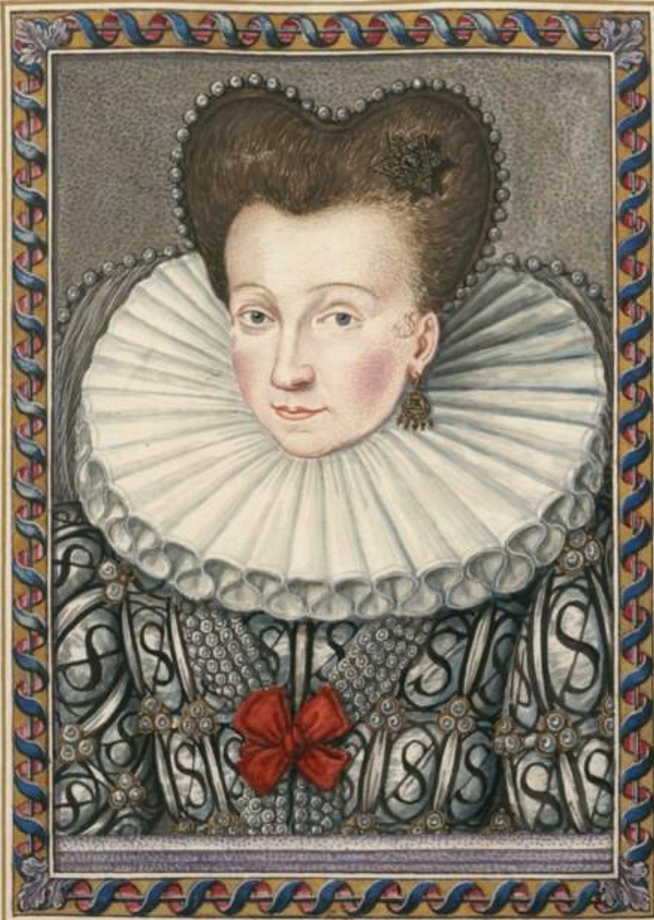
Francoise d’Orléans, Princesse de Condé

Éléonore Françoise d’Orléans-Longueville, Princesse de Condé (* posthum 5. April 1549 in Châteaudun; † 11. Juni 1601 im Hôtel de Soissons in Paris) aus dem Haus Orléans-Longueville war die zweite Ehefrau von Louis de Bourbon, Prince de Condé, Pair de France und Anführer der Hugenotten während der französischen Religionskriege.

## Family
Françoise wurde am 5. April 1549 in Châteaudun, geboren. Sie ist die einzige Tochter von François d’Orléans-Longueville, genannt Marquis de Rothelin (Markgraf von Rötteln) († 1548), und Jacqueline de Rohan († 1587); ihr Vater war sechs Monate vor ihrer Geburt gestorben. Von Geburt an war sie als Mademoiselle de Longueville bekannt.
Ihre Großeltern väterlicherseits sind Louis d’Orléans, Herzog von Longueville, souveräner Graf von Neuenburg, Fürst von Chatel-Aillon, und Johanna von Hachberg-Sausenberg. Ihre Großeltern mütterlicherseits sind Charles de Rohan, Seigneur de Gié, Vicomte de Fronsac, und Giovanna de Sanseverino (frz. Jeanne de Saint-Séverin).
Françoise hatte einen älteren Bruder, Léonor, Herzog von Longueville, Herzog von Estouteville und Prinz von Geblüt (1540–1573), der 1563 Marie de Bourbon, Duchesse d’Estouteville (1539–1601), heiratete, von der neben anderen Henri I., den späteren Duc de Longueville, bekam. Françoises Vetter François III. d’Orléans, Duc de Longueville, war der Halbbruder von Maria Stuart, Königin der Schotten. Ihre Tante mütterlicherseits, Claude de Rohan-Gié, war eine Mätresse von König Franz I. von Frankreich.

## Heirat
Am 8. November 1565 heiratete Françoise per Ehevertrag auf Burg Vendôme Louis I. de Bourbon, Prince de Condé, Pair de France (* 7. Mai 1530), den jüngsten Bruder von Antoine de Bourbon, Titularkönig von Navarra, und hugenottischer General. Dadurch wurde Françoise zur Schwägerin der mächtigen Jeanne d’Albret, der Königin von Navarra und geistigen Anführerin der Hugenotten. Condés erste Frau, Éléonore de Roye, war 1564 gestorben. Gemeinsam hatten Françoise und Louis drei Söhne, von denen nur einer das Erwachsenenalter erreichte.
Im Jahr vor ihrer Heirat hatte Condés Mätresse Isabelle de Limeuil, ein Mitglied der berüchtigten Escadron volant (fliegende Schwadron) der Königinmutter Caterina de’ Medici, ein Kind zur Welt gebracht, von dem sie behauptete, es sei von Condé gezeugt worden, der diese Aussage jedoch vehement bestritt.

## Witwenschaft
Am 13. März 1569 wurde Françoises Ehemann im Dritten Religionskrieg in der Schlacht bei Jarnac getötet, als das hugenottische Heer von den katholischen Truppen unter Marschall Gaspard de Saulx, Seigneurtde Tavannes, und dem Herzog von Anjou, dem späteren König Heinrich III., besiegt wurde. Königin Elisabeth I. von England, die selbst Protestantin war, versprach, der hugenottischen Fraktion Geld zu leihen, doch musste Françoise ihre Juwelen als Sicherheit verpfänden.
Nach der Bartholomäusnacht vom 23./24. August 1572 konvertierten sie und ihr Sohn am 15. September 1572 zum Katholizismus, um Verfolgung und möglicher Ermordung zu entgehen.
Françoise starb am 11. Juni 1601 im Alter von 52 Jahren im Hôtel de Soissons in Paris und wurde in Kartäuserkirche in Gaillon beigesetzt.

## Nachkommen
Die Kinder von Françoise und Louis sind:
- Charles de Bourbon (* 3. November 1566; † 1. November 1612), 1569 Comte de Soissons et de Dreux, Prince de Sang et Pair de France;[4] ⚭ 27. Dezember 1601 Anne de Montafié (* 1577; † 17. Juni 1644)[5]
- Louis de Bourbon (* Ende 1567; † 1568)
- Benjamin de Bourbon (* Anfang 1569; † 1573)